# Coprophilus castoris
Coprophilus castoris är en skalbaggsart som beskrevs av Campbell 1979. Coprophilus castoris ingår i släktet Coprophilus och familjen kortvingar. Inga underarter finns listade i Catalogue of Life.